# Griffith-observatorium

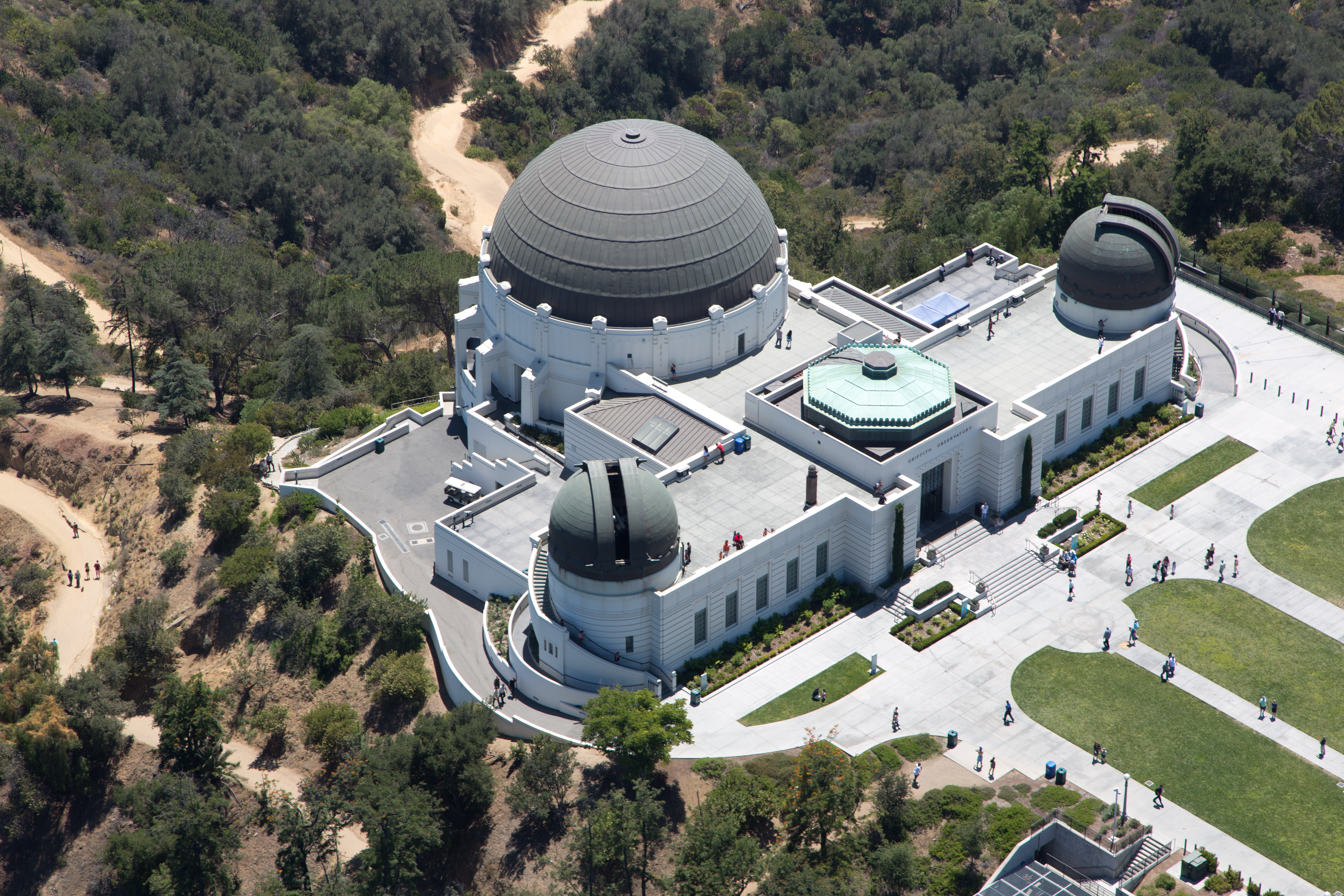
Het observatorium gezien vanuit de lucht

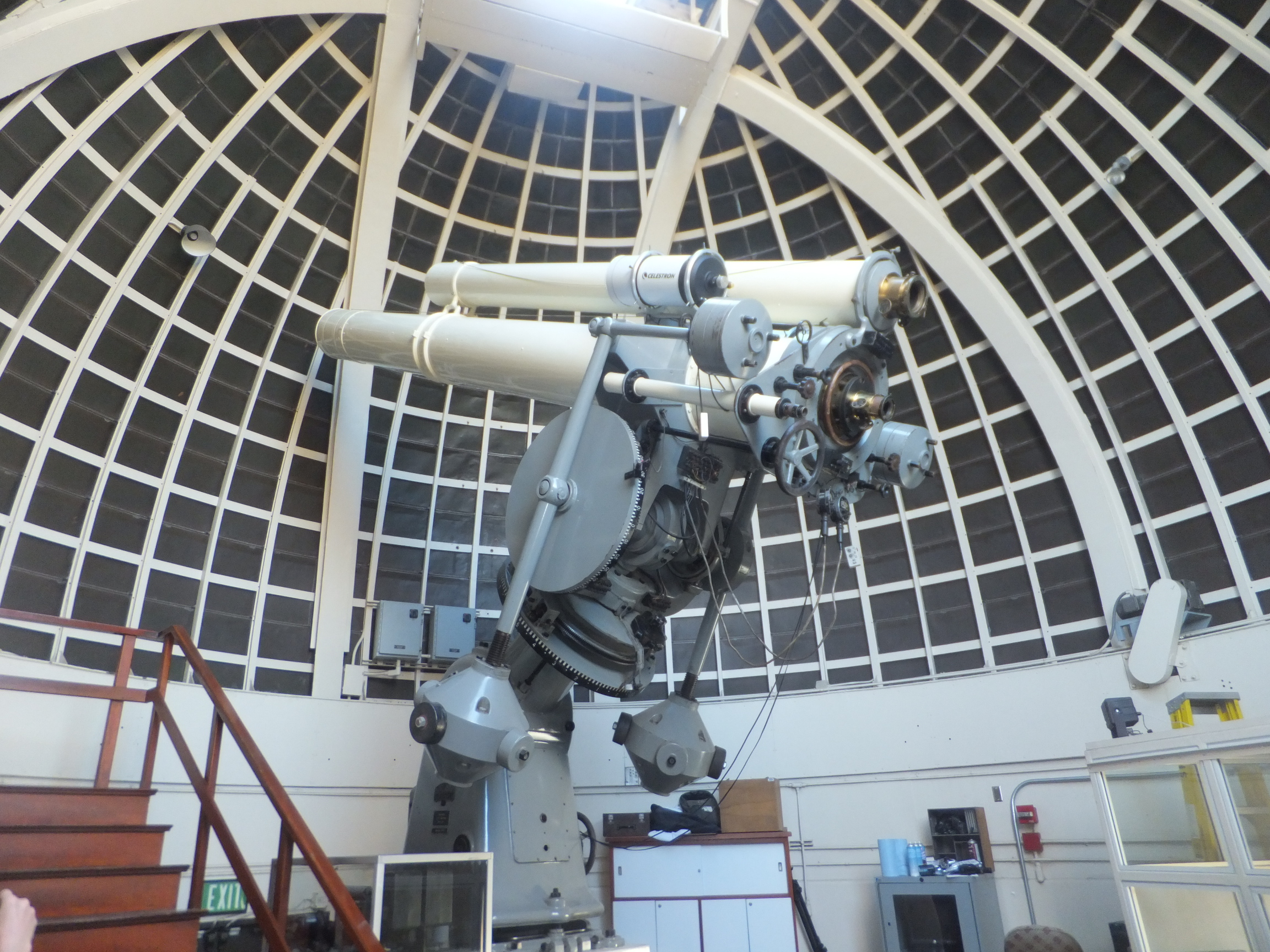
30,5 cm Zeiss-refractor

Het Griffith-observatorium (Engels: Griffith Observatory) is een sterrenwacht en planetarium op de berg Hollywood in Griffith Park in de Amerikaanse stad Los Angeles.
Op 16 december 1896 doneerde kolonel Griffith J. Griffith 12,2 km² land aan de stad Los Angeles. Via zijn testament schonk hij een fonds om een observatorium, tentoonstellingsruimte en planetarium te bouwen op het grondgebied.
Het gebouw werd voor het eerst opengesteld aan het publiek op 14 mei 1935 en werd in de eerste 5 dagen bezocht door 13.000 mensen. Op 3 november 2006 werd het observatorium heropend na een renovatie en uitbreiding van vier jaar. Sinds 1974 is dr. Ed Krupp directeur van het observatorium.
De toegang tot het observatorium en de tentoonstellingen is gratis, geheel volgens de laatste wil van kolonel Griffith. Voor parkeren moet wel betaald worden. Voor het bekijken van de hoge-resolutievideo die met een laser op de binnenkant van een grote koepel in het planetarium geprojecteerd wordt, moet een bescheiden bijdrage betaald worden. Het observatorium is vijf dagen per week geopend, in de zomermaanden zes dagen per week. Het observatorium is ook bekend doordat vanaf het balkon een uitzicht over Los Angeles biedt.

## Architectuur en indeling

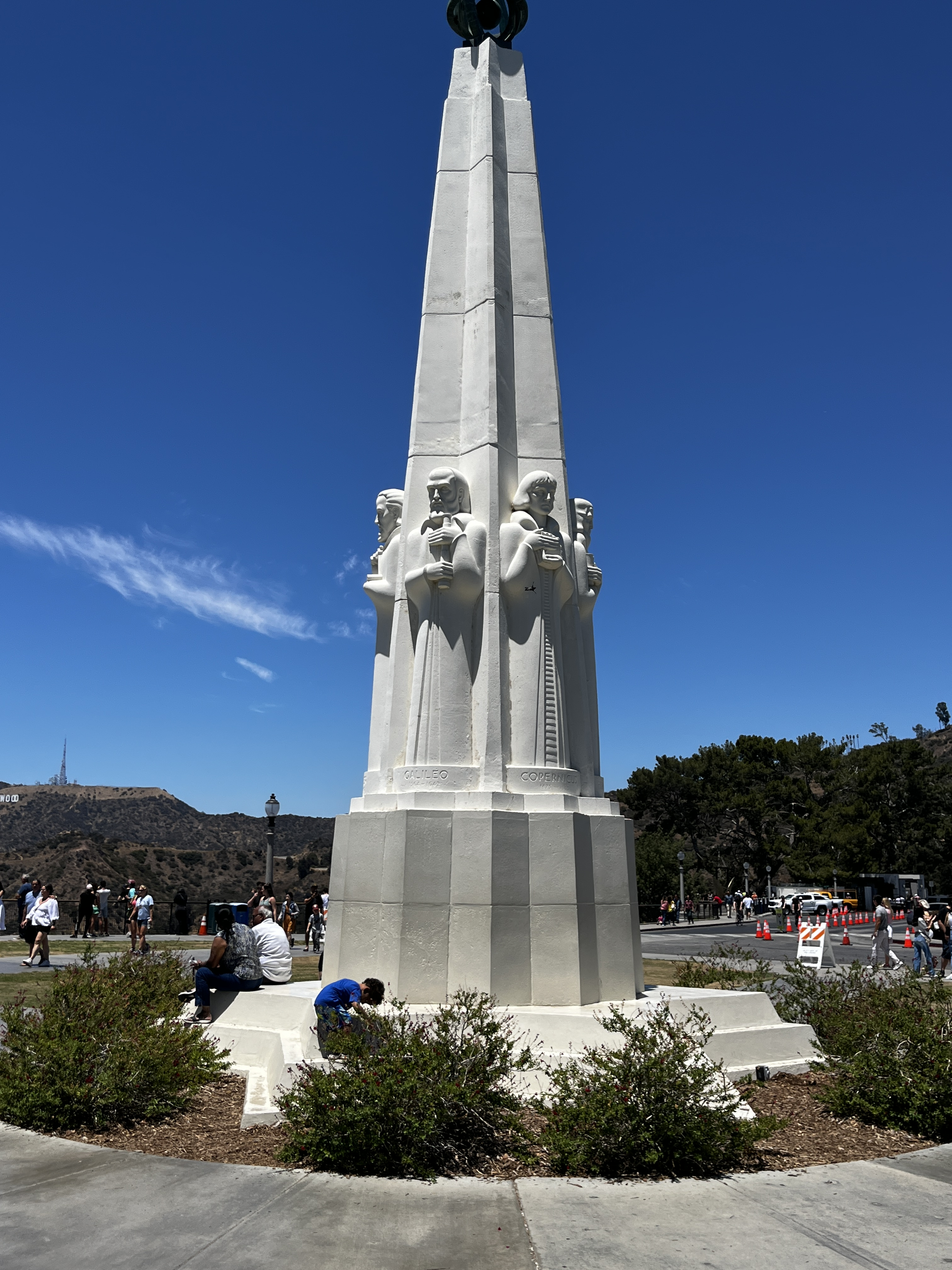
Monument met zes astronomen

Het gebouw is opgetrokken in de stijl van de beaux-arts. De achthoekige rotunda is in art deco uitgevoerd. Over de buitenmuur loopt een Oud-Grieks meanderpatroon. Het gebouw heeft aan weerszijden een koepel met een telescoop. Aan de achterzijde staat de grote koepel waaronder een planetarium is ondergebracht. In de periode 2002-2006 vond een grote renovatie plaats waarbij aan de zijkant en ondergronds extra ruimten werden gecreëerd. Ondergronds is sindsdien een tentoonstellingsruimte te vinden met een filmzaal. Aan de zijkant is de souvenirwinkel en een restaurant gevestigd. Dit restaurant heet het The Restaurant at the End of the Universe, vernoemd naar het gelijknamige boek. Voor het gebouw staat een beeld met zes beroemde astronomen.

## In de film
Het gebouw is decor geweest in een groot aantal bioscoopfilms, tv-films, tv-series en muziekvideoclips. Daarnaast werd het ook meermaals digitaal in beeld gebracht voor verschillende games. Enkele beroemde voorbeelden zijn:

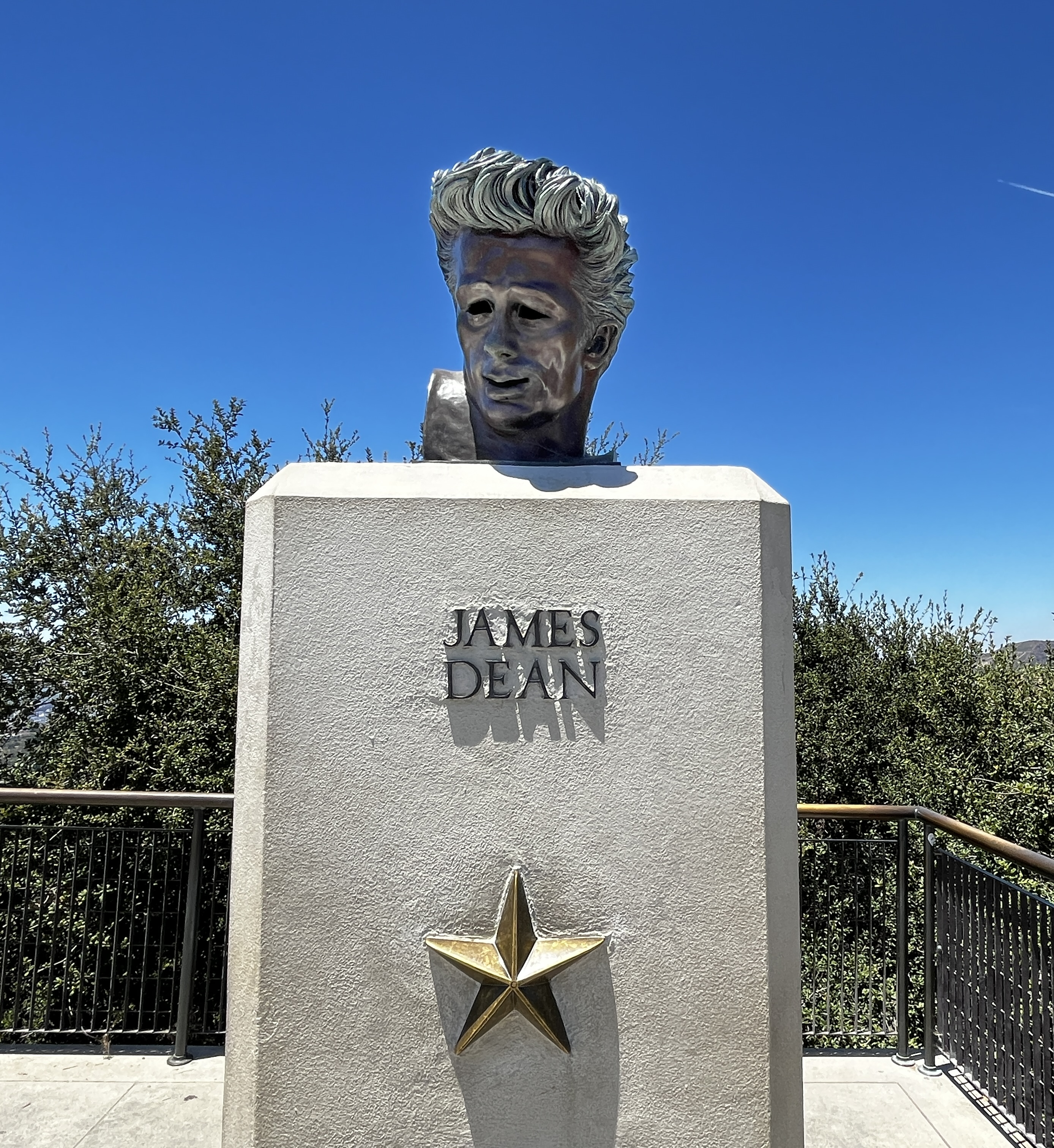
Buste van James Dean

- Rebel Without a Cause (1955) bevat een beroemde vechtscène met James Dean, naast het observatorium. Ter ere van hem is een beeld naast het gebouw geplaats.
- In The Terminator (1985) speelt de aankomst van The Terminator in het heden en hij een broek steelt zich voor het observatorium af. Het gebouw duikt ook weer op in Terminator Salvation (2009).
- In Charlie's Angels: Full Throttle (2003) vind een belangrijke confrontatie plaats op het dak van het observatorium.
- Transformers (2007) bevat een scène waarbij de autobots overleggen terwijl ze op het observatorium staan.
- La La Land (2016) bevat een dansscène die zich in het gebouw afspeelt.